# Heteronyx declaratus
Heteronyx declaratus är en skalbaggsart som beskrevs av Blackburn 1909. Heteronyx declaratus ingår i släktet Heteronyx och familjen Melolonthidae. Inga underarter finns listade i Catalogue of Life.